# 第4師管
第4師管（だいよんしかん）は、1873年から1940年まであった日本陸軍の管区である。1888年までは鎮台制の師管、1888年以後は師団制の師管で、制度・地域とも別のものである。
1873年から1885年までは東北地方南部、1885年から1888年までは東北地方北部を範囲とし、第2軍管の下にあり、東北鎮台が管轄した。1888年からは大阪に司令部をおく第4師団の管轄範囲で、陸軍の最上位の管区である。時期により近畿地方の大部分か一部、加えて中国地方の一部を占めることもあった。1940年に大阪師管に改称した。

## 鎮台制の第4師管

### 東北地方南部 (1873 - 1885)、歩兵第4連隊
はじめて師管が置かれたのは、鎮台配置から2年後の1873年（明治6年）1月、鎮台条例改定による。6つの軍管のうち、第2軍管が、第4師管と第5師管を管下にした。第4師管は仙台を営所としており、その地名から仙台師管とも呼ばれた。福島、若松（現在の会津若松市）と水沢（現在の奥州市）に分営を置いた。管区は東北地方の南部である。
- 1873年1月 - 1885年5月の管区
  - 第2軍管
    - 第4師管（仙台師管）
    - 第5師管（青森師管）

### 東北地方北部 (1885 - 1888)、歩兵第4旅団
1885年（明治18年）5月18日制定・公布の太政官第21号で鎮台条例の改正があり、師管の番号が振りなおされた。それにより、第2軍管は東北地方南部の第3師管、北部の第4師管をあわせることになった。新しい第4師管は、古い第5師管の区域をおおよそ引き継ぎ、第5師管と同じく青森を営所とした。
管区は陸奥国、羽後国、陸中国、そして陸前国のうち仙台区・柴田郡・名取郡を除いた12郡である。現在の都道府県にあてはめると、青森県・秋田県・岩手県の各全域、山形県の北西端、宮城県北部にあたる。
第4師管では、第4旅団司令部とそれに属する歩兵第5連隊が青森に配置された。第4旅団のもう一つの連隊である歩兵第17連隊は、第2師団司令部がある仙台に置かれた
1885年5月 - 1888年4月30日 の管区
- 第2軍管
  - 第3師管
  - 第4師管

### 師管から旅管、軍管から師管
1888年、鎮台が廃止されて師団制が施行されることになり、明治21年5月12日制定、14日公布の勅令第32号で、陸軍の管区は軍管 - 師管の2階層から師管 - 旅管 -大隊区の3階層に変わった。地域区分では、従来の軍管が同じ番号の師管に引き継がれ、従来の師管は同じ番号の旅管に引き継がれた。そこで、従来の第4師管は新しい第4旅管に引き継がれ、従来の第4軍管が新しい第4師管に引き継がれることになった。
新しい第4旅管は、第2師管のもとで東北地方北部を範囲としたが、隣の第3旅管との境界は変更された。山形県は全部が第4旅管に入り、宮城県の大部分が第3旅管になった。宮城県のうち第4旅管に属したのは、登米郡・本吉郡・栗原郡の北部3郡である。
古い第4軍管は大阪鎮台の管区で、おおよそ現在の近畿地方を管区とした。近畿地方との違いは、東では、現在の福井県のうち若狭国にあたる3郡を含むことと、現在の三重県の大部分が第3軍管にあり、伊賀国にあたる4郡だけが第4軍管にあったことである。西では、中国地方の一部が第4軍管に含まれた。その一部とは、鳥取県の全域と、現在の岡山県のうち備前国・美作国である。この区域が変更なく新しい第4師管に引き継がれた。

## 師団制の第4師管

### 師管と師団の関係
師団制の師管は、同じ番号の師団のための徴兵と密接に結びついており、第4師団の兵士は第4師管に戸籍を持つ男子から徴集された。また、第4師管から徴兵された兵士は第4師団に入るのが原則であった。だがこれにはいくつか例外があり、まず、独自の師管を持たない近衛師団には、全国の師管から兵士が送られた。また、朝鮮、台湾の植民地に常駐する部隊にも内地の師管が兵卒が送られた。時には、人口が少ない師管にある師団にも融通された。
師管はまた国内反乱鎮圧と、外国の侵攻に対して出動する師団の担任地域でもある。外国軍の攻撃から大阪湾を守るのは、明治時代の防衛課題として重要であり、海峡には要塞が築かれ、師管を管轄する師団の指揮下に置かれた。

### 大阪府・京都府・兵庫県・奈良県・和歌山県・滋賀県・三重県の伊賀・福井県の若狭・鳥取県・岡山県の東部 (1888 - 1896)
成立当初の第4師管は、ほぼ近畿地方に相当する地域を管轄した。その詳細は#軍管から師管へに記した。師管を東西に二分して、第7旅管と第8旅管を置いた。
- 第4師管（1888年5月21日 - 1890年5月18日）
  - 第7旅管
    - 大阪大隊区[5]
    - 和歌山大隊区
    - 大津大隊区
    - 京都大隊区

  - 第8旅管
    - 姫路大隊区
    - 岡山大隊区
    - 神戸大隊区
    - 宮津大隊区

1890年、明治23年5月19日制定の勅令第82号で、宮津大隊区が福知山大隊区と改称した。この体制で日清戦争に入った。
- 第4師管（1890年5月19日 - 1896年4月1日以降）
  - 第7旅管
    - 大坂大隊区
    - 和歌山大隊区
    - 大津大隊区
    - 京都大隊区

  - 第8旅管
    - 姫路大隊区
    - 岡山大隊区
    - 神戸大隊区
    - 福知山大隊区

### 大阪府の大部分・和歌山県・奈良県・滋賀県・三重県の伊賀・京都府の山城・兵庫県の一部 (1896 - )
1896年に陸軍の師団をほぼ倍増する軍拡が実施されたとき、明治29年3月14日制定、16日公布、4月1日施行の勅令第82号によって陸軍管区表も改正された。このとき、従来の師管を二分して新しい師管を作り出したため、師管もほぼ倍増になった。従来の旅管を廃止して同じ地区を師管とし、従来の大隊区を廃止して同じ地区を連隊区とする、というように、区分を格上げすることで、区割り変更を最小限にとどめる工夫がとられた。それまでの第4師管は南東部と北西部に二分され、南東部のほうが第4師管を引き継ぎ、北西部は新設の第10師管になった。新しい第4師管は、従来の第7旅管の領域とほぼ同じだが、淡路島の扱いだけが違っていた。
全域が第4師管に入ったのは和歌山県・奈良県・滋賀県である。ほかに三重県ではひきつづき伊賀国にあたる地方が第4師管になり、東の境界に変更はない。西隣の第10師管との境界は、都道府県境と一致せず、大阪府・京都府・兵庫県が分割された。大阪府は、北部の5郡（西成郡島上郡・島下郡・能勢郡・豊島郡）を除く大部分が第4師管になった。京都府では、山城国にあたる南部が第4師管に属した。兵庫県では淡路国の2郡が第4師管に属した。淡路島を第4師管に含めることには、大阪湾に通じる海峡防衛を第4師団の統一指揮におく意味があった。
- 第4師管（1896年4月1日以降 - 1903年2月13日）
  - 大阪連隊区
  - 和歌山連隊区
  - 大津連隊区
  - 京都連隊区

1903年、明治36年2月13日制定・14日公布の勅令第13号で、ふたたび旅管を置いた。区割りはそのままでである。これが日露戦争のときの管区になった。
- 第4師管（1903年2月14日 - 1907年9月17日以降）
  - 第7旅管
    - 大阪連隊区
    - 和歌山連隊区

  - 第19旅管
    - 大津連隊区
    - 京都連隊区

### 大阪府・和歌山県・兵庫県の一部 (1907 - 1915)
1907年にさらに師団数が増えたとき、近畿地方では京都を中心にした第16師管が新設された。明治40年軍令陸第3号（9月17日制定、18日公布、漸次施行）で、第4師管は北と東を師管のために大きく割き、かわりに第10師管から大阪府の残りの部分と兵庫県の一部を譲られた。その結果、第4師管に属したのは、大阪府と和歌山県の全域と、兵庫県の東境を占める氷上郡・多紀郡・有馬郡・川辺郡、そして淡路島の津名郡と三原郡になった。
- 第4師管（1907年9月18日以降 - 1924年5月6日）
  - 第7旅管
    - 大阪連隊区
    - 篠山連隊区

  - 第32旅管
    - 堺連隊区
    - 和歌山連隊区

### 大阪府・和歌山県・兵庫県の一部 (1915 - 1925)
1915年、大正4年軍令陸第10号（9月13日制定、14日公布）で、兵庫県氷上郡は第10師管に返された。多紀・有馬・川辺の3郡と淡路島の2郡は引き続き第4師管にとどまった。
1924年、大正13年軍令陸第第4号（5月5日制定、7日公布）により、旅管が廃止になり、師管の下に直接連隊区が属することになった。区域には変更がなかった。
- 第4師管（1924年5月7日 - 1925年4月30日）
  - 大阪連隊区
  - 篠山連隊区
  - 堺連隊区
  - 和歌山連隊区

### 大阪府・和歌山県・兵庫県東部 (1925 - 1940)
1925年に陸軍の4個師団が削減されると、師管もまた数を減らすことになり、大正14年軍令陸第2号（4月6日制定、4月8日公布、5月1日施行）で陸軍管区表が改定された。第4師管は兵庫県部分を広げただけである。従来からの多紀郡・有馬郡・川辺郡（及び市制施行して川辺郡から分離した尼崎市）と淡路島の2郡に加え、面積はさほどでもないが人口が多い神戸市と西宮市・武庫郡・氷上郡が加わった。連隊区では篠山連隊区が廃止になり、第10師管から神戸連隊区が移管された。しかし、連隊衛戍のためには篠山に歩兵第70連隊があり、神戸には部隊が置かれなかった。
- 第4師管（1925年5月1日 - 1940年7月31日）
  - 大阪連隊区
  - 神戸連隊区
  - 堺連隊区
  - 和歌山連隊区

### 大阪師管・師管区への改名と廃止 (1940 - 1945)
全国の師管の名称は、1940年8月1日に、昭和15年軍令陸第20号（7月24日制定、26日公布、8月1日施行）によって、番号をやめて地名をとった。第4師管はなくなり、大阪師管に引き継がれた。連隊区と管区は当面そのままだったが、1941年、1942年の変更を経て、1945年には大阪師管区に改編された。8月の敗戦とともに師管区の意義は失われ、翌1946年に法令上も廃止された。